# Anell de Barnard
L'anell de Barnard (Sh 2-276) és una nebulosa d'emissió de la constel·lació d'Orió. Forma part d'un núvol molecular gegant que també conté les nebuloses Cap de cavall i la nebulosa d'Orió. L'anell pren la forma d'un gran arc centrat aproximadament en la nebulosa d'Orió. Es creu que els estels de la nebulosa d'Orió són els responsables de la ionització de l'anell.
L'anell ocupa uns 600 minuts d'arc vist des de la Terra, cobrint una gran part d'Orió. Es pot veure bé en fotografies de llarga exposició, encara que amb cels molt foscos podria arribar a veure's a ull nu.
S'estima que es troba a una distància de 1.600 anys llum, donades les seves dimensions d'un 300 anys llum de diàmetre. Es creu que s'originà en una explosió de supernova farà uns 2 milions d'anys. Altres estels podrien haver estat el resultat de la mateixa explosió. AE Aurigae, Mu Columbae i 53 Arietis, es creu que podrien formar part d'un sistema múltiple d'estels que un component feu explotar en forma de supernova.

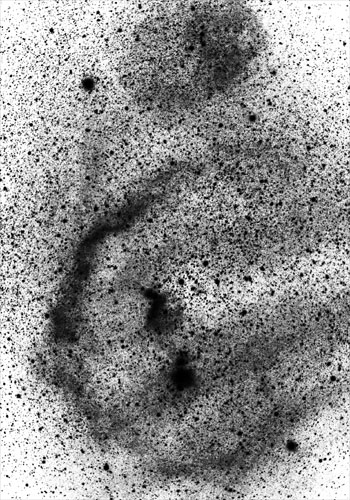
Foto de la nebulosa de l'anell de Barnard en blanc i negre invertit del canal vermell